# Cilus gilberti
Cilus gilberti är en fiskart som först beskrevs av Abbott, 1899.  Cilus gilberti ingår i släktet Cilus och familjen havsgösfiskar. IUCN kategoriserar arten globalt som otillräckligt studerad. Inga underarter finns listade i Catalogue of Life.